# Излом
Излом — форма поверхности, образующаяся при раскалывании минералов или горных пород, обусловленная их физическими свойствами и, в значительной степени, составом вещества. Важная идентификационная характеристика, описывающая вид поверхности, образующийся при их расколе.

## Описание
Вид излома зависит от ряда механических свойств минерала (хрупкость, ковкость и другие), от его кристаллической структуры (наличие или отсутствие спайности, степень её совершенства и др.), от характера срастаний в агрегатах минералов, величины и формы зёрен в них и т. д. Кристаллы минералов с совершенной или хорошей спайностью образуют ровные с блестящими поверхностями изломы (слюда, каменная соль, свинцовый блеск и др.).
Некоторые минералы с совершенной спайностью по отдельным направлениям могут давать изломы, не обнаруживающие плоскостей спайности (например, раковистый излом в кальците). В скрытокристаллических агрегатах и минералах, характеризующихся несовершенной спайностью или её отсутствием, различают изломы занозистые (роговик, кремень), раковистые (кварц), землистые (мел, глина), шестоватые (например, агрегат призматических кристаллов актинолита) и другие.
Ковкие самородные металлы (медь, серебро, золото и др.) дают так называемые крючковатые изломы. Излом может служить одним из качественных признаков при диагностике минералов.

## Виды изломов
Излом минералов — характер сложных поверхностей, образующихся при расколе кристаллов или зёрен минералов в тех направлениях, где у них отсутствует спайность. Вид излома зависит от ряда механических свойств минерала и его кристаллической структуры. В большинстве случаев он отражает структуру и состав вещества. Излом является важным качественным диагностическим признаком минералов и горных пород.
Внешний вид поверхности излома (по алфавиту):
- занозистый (волокнистый, крючковатый) — у игольчатых, столбчатых форм: амфиболы, тальк
- землистый (рыхлый) — напоминает рыхлую почву: каолинит, глауконит
- зернистый — у мелкозернистых горных пород: гранит, базальт
- неровный — чередующиеся поверхности различной формы и размеров. Он характерен для минералов с несовершенной спайностью: апатит

- раковистый (оскольчатый) — излом напоминает раковину створки моллюска: обсидиан
- ступенчатый — раскол происходит частично по спайности (ортоклаз), он характерен для полевых шпатов
- шероховатый — как у кальцита
- эластичный — как у битума

Изломы бывают ровные и не ровные.